# Max Mutchnick
Jason Nidorf Mutchnick (* 11. November 1965 in Chicago) ist ein US-amerikanischer Filmregisseur, Filmproduzent und Drehbuchautor.

## Leben
Mutchnick wurde 1965 in Chicago geboren. Seine Kindheit verbrachte Mutchnik in Beverly Hills mit seiner alleinerziehenden Mutter.
Nach seiner Schulzeit begann Mutchnick in der Unterhaltungsbranche tätig zu werden. Er schrieb als Drehbuchautor für Spielshows und die US-amerikanische Serie Wunderbare Jahre. Gemeinsam mit David Kohan führte Mutchnick Regie in der Fernsehserie Will & Grace. Des Weiteren produzierte und schrieb er gemeinsam mit David Kohan die Fernsehserien Good Morning, Miami, Twins und Four Kings. David Kohan und Mutchnick sind Eigentümer ihres Produktionsunternehmens KoMut. Mutchnick lebt offen homosexuell und heiratete in Kalifornien am 25. Oktober 2008 den Rechtsanwalt Erik Hyman. Gemeinsam sind sie Eltern von Zwillingen, deren Erziehungsberechtigte sie durch Leihmutterschaft sind.

## Auszeichnungen (Auswahl)
- Emmy Award
- People’s Choice Award
- mehrfach Nominierungen für den Golden Globe Award